# Club Natación Martiánez
El Club Natación Martiánez es un club deportivo perteneciente a la ciudad costera del Puerto de la Cruz (Santa Cruz de Tenerife) España, dedicado principalmente al waterpolo y la natación. Fue fundado en 1942.

## Historia
En 1991 el equipo de waterpolo consigue el ascenso a la liga nacional A2. En 1982 se crea la sección de salvamento dentro del club.
En 2011 renuncia a presentarse a la división de honor de waterpolo masculino por problemas económicos.
Desde agosto del 2013, la sección de natación del C.N. Matiánez mantiene una colaboración con el C.D. Teneteide que ha dado lugar a una nueva asociación, el Club Deportivo Mistral Tenerife, que compite en las categorías Juniors y Absolutas de esta modalidad, manteniendo de esta manera las categorías inferiores. Es decir, cuando un nadador/a de ambos clubes salte a la categoría Junior u Absoluta, competirá bajo el nombre de este club. El objetivo de esta colaboración es fomentar la natación competitiva a nivel regional con la creación de un club que mantenga dicho carácter. Esta colaboración dejó de hacerse a partir del inicio de la temporada 2018-19.
A partir de septiembre del 2017, el C.N. Martiánez no se inscribe en la liga regional de waterpolo y, por consecuencia, se abandona dicha sección. La ausencia de una única sede para desarrollar los entrenamientos y la falta de una piscina que cumpliese los requisitos técnicos para realizar sus partidos como local, llevaron a la junta gestora a tomar esta drástica decisión.

## Instalaciones

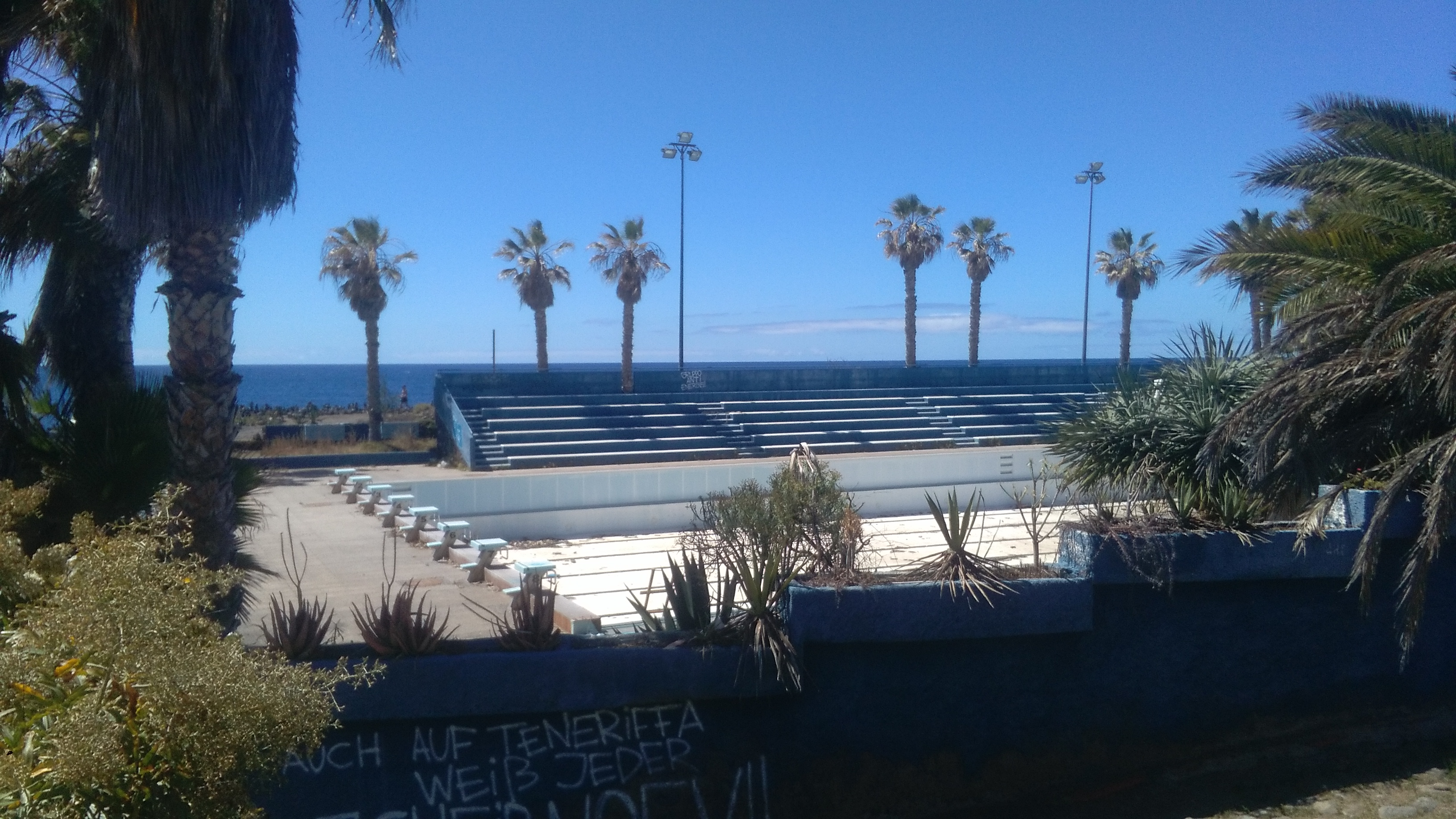
Piscina Municipal del Puerto de la Cruz en lamentables condiciones a junio del 2018

Las distintas actividades deportivas del C.N. Matiánez se desarrollan en la piscina municipal del Puerto de la Cruz que cuenta con dos vasos, una de 50 metros con 8 calles y otra de 25 metros con 8 calles. Actualmente esta instalación sufre el abandono y el deterioro por parte del consistorio local debido a la rotura de una tubería y, por consecuencia, la inundación de la sala de máquinas, lo que ha llevado a los deportistas del club a repartirse por las diferentes instalaciones de los municipios de alrededores (Santa Úrsula, La Orotava y Santa Cruz de Tenerife) para que puedan entrenar.
Está planificada la restauración completa de esta instalación deportiva, convirtiéndola en un moderno emplazamiento para la práctica de la natación y renombrándola como "Centro Insular de Natación", "Centro de Natación de Tenerife" o "Centro de Deportes Acuáticos de Tenerife". La remodelación partirá con un presupuesto de 11,8 millones de euros. Está prevista su finalización para 2022 .
El 3 de noviembre de 2020, por la mañana, comenzaron las obras del futuro Centro Insular de Deportes Acuáticos (CIDAC) con la entrada en el recinto de un equipo de operarios y una excavadora con la que comenzó la demolición de la piscina.

## Datos del club

### Natación
| Copa de Clubes de Natación | Copa de Clubes de Natación                                                                   | Copa de Clubes de Natación | Copa de Clubes de Natación | Copa de Clubes de Natación | Copa de Clubes de Natación |
| Año                        | Sede                                                                                         | Sexo                       | División                   | Pos.                       | Pts                        |
| -------------------------- | -------------------------------------------------------------------------------------------- | -------------------------- | -------------------------- | -------------------------- | -------------------------- |
| 2015 I Edición             | Piscina Municipal de la Unión Vecindario                                                     | Masculino                  | 1ª División                | NP                         | -                          |
| 2015 I Edición             | Piscina Municipal de la Unión Vecindario                                                     | Femenino                   | División de Honor          | NP                         | -                          |
| 2016 II Edición            | Piscina Municipal Acidalio Lorenzo Santa Cruz de Tenerife                                    | Masculino                  | 2ª División                |                            |                            |
| 2016 II Edición            | Piscina Municipal Acidalio Lorenzo Santa Cruz de Tenerife                                    | Femenino                   | 2ª División                |                            |                            |
| 2017 III Edición           | Complejo Deportivo Jesús Domínguez "Grillo"- Piscina Municipal Los Cristianos Los Cristianos | Masculino                  | 1ª División                | 1º                         | 413                        |
| 2017 III Edición           | Complejo Deportivo Jesús Domínguez "Grillo"- Piscina Municipal Los Cristianos Los Cristianos | Femenino                   | 1ª División                | 1º                         | 612                        |
| 2018 IV Edición            | Piscina José Feo (C.N. Metropole) Las Palmas de Gran Canaria                                 | Masculino                  | División de Honor          | 4º                         | 487                        |
| 2018 IV Edición            | Piscina José Feo (C.N. Metropole) Las Palmas de Gran Canaria                                 | Femenino                   | División de Honor          | 4º                         |                            |
| 2019 V Edición             | Piscina Municipal Acidalio Lorenzo Santa Cruz de Tenerife                                    | Masculino                  | 1ª División                | 1º                         | 573                        |
| 2019 V Edición             | Piscina Municipal Acidalio Lorenzo Santa Cruz de Tenerife                                    | Femenino                   | 1ª División                | 1º                         | 581                        |
| 2020 VI Edición            | Piscina Municipal Acidalio Lorenzo Santa Cruz de Tenerife No se disputó por COVID-19         | Masculino                  | División de Honor          | -                          | -                          |
| 2020 VI Edición            | Piscina Municipal Acidalio Lorenzo Santa Cruz de Tenerife No se disputó por COVID-19         | Femenino                   | División de Honor          | -                          | -                          |

| Copa de Canarias de Aguas Abiertas | Copa de Canarias de Aguas Abiertas | Copa de Canarias de Aguas Abiertas | Copa de Canarias de Aguas Abiertas |
| Año                                | Categoría                          | Pos.                               | Pts                                |
| ---------------------------------- | ---------------------------------- | ---------------------------------- | ---------------------------------- |
| 2018 I Edición                     | Infantil, Junior y Senior          | 5º                                 | 1170                               |
| 2018 I Edición                     | Master                             | 12º                                | 1115                               |
| 2019 II Edición                    | Infantil, Junior y Senior          | NP                                 | -                                  |
| 2019 II Edición                    | Master                             | NP                                 | -                                  |
| 2019 III Edición                   | Infantil, Junior y Senior          | NP                                 | -                                  |
| 2019 III Edición                   | Master No se disputó por COVID-19  | 21.º                               | 120                                |

Desde el 2015 hasta 2018 participó bajo el nombre de C.D. Mistral Tenerife

### Waterpolo
(Datos de carácter orientativos)
- Temporadas en División de Honor (Serie A-1): 17 (1994-2011)
- Temporadas en Primera División (Serie A-2): 4 (1990-1994)
- Temporadas en Liga Regional: 6 (2011-2017)
- Participaciones en Copa del Rey: 1 (2006)
- Participaciones en la Copa LEN: 4